# 우크라이나 공군
우크라이나 공군(우크라이나어: Повітряні Сили України)은 우크라이나의 공군으로, 우크라이나군의 5개 군종들 가운데 하나이다. 본거지는 빈니차시에 있다. 소련이 1991년 해체되었을 때 수많은 항공기가 우크라이나 영토에 남아있었다. 그 뒤로 우크라이나 공군은 군력을 축소하고 업그레이드해왔다. 공군의 주요 물자에는 소련이 개발한 항공기들이 여전히 존재한다. 2007년 기준으로 36,300명의 군인과 225대의 항공기가 우크라이나 공군 및 방공에 서비스되고 있다.
1991년 우크라이나의 독립 이래로 공군은 만성적인 투자 부족을 경험했으며 이로 인해 군자물자가 제대로 쓰이지 않게 되거나 운영되지 않게 되었다. 이 상황에도 불구하고 우크라이나는 세계에서 27번째로 큰 공군력을, 유럽에서는 7번째로 큰 공군력을 보유하고 있는데 이는 국내방위산업 우크로보론프롬과 지사 안토노프가 구형 항공기를 유지보수하고 있는 덕분이다.
우크라이나 공군은 돈바스 전쟁에 참전했다. 2014년 9월 5일 정전에 따라 이 공군은 돈바스의 분쟁지역의 임무 수행을 잠정 중단했다.

## 같이 보기
- 안토노프
- 제7전략항공여단